# 骆甲
骆甲（?—?），秦朝末年、汉朝初年重泉（今陕西蒲城县东南重泉村）人。
汉二年（前205年）五月，楚汉对峙于荥阳，汉王刘邦在军中挑选骑将，众人推举之前秦军的骑士重泉人李必、骆甲出任，汉王便打算任命。骆甲和李必说：“我们原是秦民，怕军中不信服，愿辅佐大王左右善于骑射的将领。”刘邦任命灌婴为中大夫，以李必、骆甲为左右校尉，率骑兵在荥阳东面迎击楚骑，大败楚军，楚军无法越过荥阳西进。